# 约罗
约罗（法語：Llauro，法語發音：[joʁo] ⓘ）是法国东比利牛斯省的一个市镇，位于该省东部，属于佩皮尼昂区。

## 地理
约罗（42°32'59"N, 2°44'38"E）面积8.34 平方千米，位于法国奧克西塔尼大區东比利牛斯省，该省份为法国大陆部分最南部的省份，涵盖了北加泰罗尼亚，北起奥德省，西接阿列日省和安道尔，南与西班牙接壤，东临地中海。
与约罗接壤的市镇（或旧市镇、城区）包括：托代尔、帕萨、维韦斯、奥姆斯、蒙托里奥勒。
约罗的时区为UTC+01:00、UTC+02:00（夏令时）。

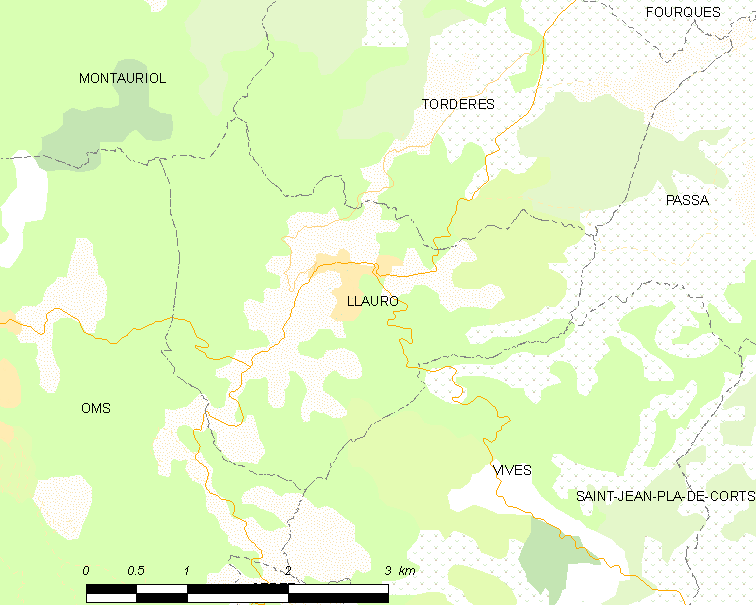
约罗的OSM定位图

## 行政
约罗的邮政编码为66300，INSEE市镇编码为66099。

## 政治
约罗所属的省级选区为莱萨斯普尔县。

## 人口

1962-2008年间约罗人口变化图示

约罗于2022年1月1日时的人口数量为314人。